# Mimudea
Mimudea is een geslacht van vlinders van de familie  van de grasmotten (Crambidae), uit de onderfamilie van de Spilomelinae. De wetenschappelijke naam voor dit geslacht is voor het eerst gepubliceerd in 1905 door William Warren. Warren beschreef ook de eerste soort uit het geslacht, Mimudea olivalis uit Brazilië, die als typesoort is aangeduid.

## Soorten
- M. aenealis (Hampson, 1913)
- M. albiflua (Hampson, 1913)
- M. albiluna (Hampson, 1913)
- M. bractealis (Kenrick, 1907)
- M. brunnealis Dognin, 1912
- M. brunneicilialis (Hampson, 1913)
- M. bryophilalis (Hampson, 1903)
- M. chalcitalis (Hampson, 1913)
- M. chalcochlora (Hampson, 1916)
- M. dichorda (Hampson, 1913)
- M. distictalis (Hampson, 1913)
- M. dithyralis Dognin, 1910
- M. ectophaealis (Hampson, 1913)
- M. flavinotata Warren, 1892
- M. fracidalis (E. Hering, 1901)
- M. fuscizonalis (Hampson, 1896)
- M. haematalis (Hampson, 1913)
- M. hyalopunctalis Dognin, 1912
- M. ignitalis (Hampson, 1913)
- M. impuralis (Snellen, 1875)
- M. lividalis Dognin, 1905
- M. longipalpalis (Hampson, 1903)
- M. mendicalis (South, 1901)
- M. obfuscalis (Dognin, 1905)
- M. obvialis (Hampson, 1913)
- M. octonalis (Snellen, 1890)
- M. olivalis Warren, 1892
- M. pallidalis (South, 1901)
- M. pectinalis (Hampson, 1913)
- M. permixtalis (Walker, 1866)
- M. phoenicistis (Hampson, 1896)
- M. poliosticta (Hampson, 1903)
- M. quadrimaculalis Dognin, 1908
- M. rocinalis (Dognin, 1897)
- M. sthennymalis (Dyar, 1914)
- M. subochracealis (Pagenstecher, 1884)
- M. tisiasalis (Druce, 1899)
- M. triguttata (Meyrick, 1938)
- M. trilampas Dognin, 1912
- M. tristigmalis (Hampson, 1918)